# Список астероїдів (30701—30800)
| Назва                                   | Тимчасове позначення | Дата відкриття   | Місце відкриття                     | Відкривач                                              |
| --------------------------------------- | -------------------- | ---------------- | ----------------------------------- | ------------------------------------------------------ |
| (30701) 2381 T-3                        | 2381 T-3             | 16 жовтня 1977   | Паломарська обсерваторія            | К. Й. ван Гаутен, І. ван Гаутен-Ґроневельд, Т. Герельс |
| (30702) 3042 T-3                        | 3042 T-3             | 16 жовтня 1977   | Паломарська обсерваторія            | К. Й. ван Гаутен, І. ван Гаутен-Ґроневельд, Т. Герельс |
| (30703) 3101 T-3                        | 3101 T-3             | 16 жовтня 1977   | Паломарська обсерваторія            | К. Й. ван Гаутен, І. ван Гаутен-Ґроневельд, Т. Герельс |
| 30704 Phegeus                           | 3250 T-3             | 16 жовтня 1977   | Паломарська обсерваторія            | К. Й. ван Гаутен, І. ван Гаутен-Ґроневельд, Т. Герельс |
| 30705 Idaios                            | 3365 T-3             | 16 жовтня 1977   | Паломарська обсерваторія            | К. Й. ван Гаутен, І. ван Гаутен-Ґроневельд, Т. Герельс |
| (30706) 4026 T-3                        | 4026 T-3             | 16 жовтня 1977   | Паломарська обсерваторія            | К. Й. ван Гаутен, І. ван Гаутен-Ґроневельд, Т. Герельс |
| (30707) 4075 T-3                        | 4075 T-3             | 16 жовтня 1977   | Паломарська обсерваторія            | К. Й. ван Гаутен, І. ван Гаутен-Ґроневельд, Т. Герельс |
| 30708 Echepolos                         | 4101 T-3             | 16 жовтня 1977   | Паломарська обсерваторія            | К. Й. ван Гаутен, І. ван Гаутен-Ґроневельд, Т. Герельс |
| (30709) 4107 T-3                        | 4107 T-3             | 16 жовтня 1977   | Паломарська обсерваторія            | К. Й. ван Гаутен, І. ван Гаутен-Ґроневельд, Т. Герельс |
| (30710) 4137 T-3                        | 4137 T-3             | 16 жовтня 1977   | Паломарська обсерваторія            | К. Й. ван Гаутен, І. ван Гаутен-Ґроневельд, Т. Герельс |
| (30711) 4186 T-3                        | 4186 T-3             | 16 жовтня 1977   | Паломарська обсерваторія            | К. Й. ван Гаутен, І. ван Гаутен-Ґроневельд, Т. Герельс |
| (30712) 4207 T-3                        | 4207 T-3             | 16 жовтня 1977   | Паломарська обсерваторія            | К. Й. ван Гаутен, І. ван Гаутен-Ґроневельд, Т. Герельс |
| (30713) 4216 T-3                        | 4216 T-3             | 16 жовтня 1977   | Паломарська обсерваторія            | К. Й. ван Гаутен, І. ван Гаутен-Ґроневельд, Т. Герельс |
| (30714) 4282 T-3                        | 4282 T-3             | 16 жовтня 1977   | Паломарська обсерваторія            | К. Й. ван Гаутен, І. ван Гаутен-Ґроневельд, Т. Герельс |
| (30715) 5034 T-3                        | 5034 T-3             | 16 жовтня 1977   | Паломарська обсерваторія            | К. Й. ван Гаутен, І. ван Гаутен-Ґроневельд, Т. Герельс |
| (30716) 5107 T-3                        | 5107 T-3             | 16 жовтня 1977   | Паломарська обсерваторія            | К. Й. ван Гаутен, І. ван Гаутен-Ґроневельд, Т. Герельс |
| (30717) 1937 UD                         | 1937 UD              | 26 жовтня 1937   | Обсерваторія Гейдельберг-Кеніґштуль | К. В. Райнмут                                          |
| 30718 Рекордз (Records)                 | 1955 RB1             | 14 вересня 1955  | Обсерваторія Ґете Лінка             | Університет Індіани                                    |
| 30719 Isserstedt                        | 1963 RJ              | 13 вересня 1963  | Обсерваторія Карла Шварцшильда      | Карл Кемпер                                            |
| (30720) 1969 GB                         | 1969 GB              | 9 квітня 1969    | Астрономічний комплекс Ель-Леонсіто | Карлос Сеско                                           |
| (30721) 1975 ST1                        | 1975 ST1             | 30 вересня 1975  | Паломарська обсерваторія            | Ш. Дж. Бас                                             |
| 30722 Бібліоран (Biblioran)             | 1978 RN5             | 6 вересня 1978   | КрАО                                | Микола Черних                                          |
| (30723) 1978 RU8                        | 1978 RU8             | 2 вересня 1978   | Обсерваторія Ла-Сілья               | Клаес-Інґвар Лаґерквіст                                |
| 30724 Петербурґтриста (Peterburgtrista) | 1978 SX2             | 26 вересня 1978  | КрАО                                | Журавльова Людмила Василівна                           |
| 30725 Klimov                            | 1978 SA8             | 26 вересня 1978  | КрАО                                | Журавльова Людмила Василівна                           |
| (30726) 1978 VK7                        | 1978 VK7             | 7 листопада 1978 | Паломарська обсерваторія            | Е. Гелін, Ш. Дж. Бас                                   |
| (30727) 1979 MC9                        | 1979 MC9             | 25 червня 1979   | Обсерваторія Сайдинг-Спрінг         | Е. Гелін, Ш. Дж. Бас                                   |
| (30728) 1979 QD2                        | 1979 QD2             | 22 серпня 1979   | Обсерваторія Ла-Сілья               | Клаес-Інґвар Лаґерквіст                                |
| (30729) 1980 TA                         | 1980 TA              | 11 жовтня 1980   | Гарвардська обсерваторія            | Гарвардська обсерваторія                               |
| (30730) 1981 DL                         | 1981 DL              | 28 лютого 1981   | Обсерваторія Сайдинг-Спрінг         | Ш. Дж. Бас                                             |
| (30731) 1981 EK2                        | 1981 EK2             | 2 березня 1981   | Обсерваторія Сайдинг-Спрінг         | Ш. Дж. Бас                                             |
| (30732) 1981 EQ2                        | 1981 EQ2             | 2 березня 1981   | Обсерваторія Сайдинг-Спрінг         | Ш. Дж. Бас                                             |
| (30733) 1981 EJ3                        | 1981 EJ3             | 2 березня 1981   | Обсерваторія Сайдинг-Спрінг         | Ш. Дж. Бас                                             |
| (30734) 1981 ES3                        | 1981 ES3             | 2 березня 1981   | Обсерваторія Сайдинг-Спрінг         | Ш. Дж. Бас                                             |
| (30735) 1981 EF7                        | 1981 EF7             | 6 березня 1981   | Обсерваторія Сайдинг-Спрінг         | Ш. Дж. Бас                                             |
| (30736) 1981 EU7                        | 1981 EU7             | 1 березня 1981   | Обсерваторія Сайдинг-Спрінг         | Ш. Дж. Бас                                             |
| (30737) 1981 ER9                        | 1981 ER9             | 1 березня 1981   | Обсерваторія Сайдинг-Спрінг         | Ш. Дж. Бас                                             |
| (30738) 1981 EO11                       | 1981 EO11            | 7 березня 1981   | Обсерваторія Сайдинг-Спрінг         | Ш. Дж. Бас                                             |
| (30739) 1981 EN14                       | 1981 EN14            | 1 березня 1981   | Обсерваторія Сайдинг-Спрінг         | Ш. Дж. Бас                                             |
| (30740) 1981 ET14                       | 1981 ET14            | 1 березня 1981   | Обсерваторія Сайдинг-Спрінг         | Ш. Дж. Бас                                             |
| (30741) 1981 EQ15                       | 1981 EQ15            | 1 березня 1981   | Обсерваторія Сайдинг-Спрінг         | Ш. Дж. Бас                                             |
| (30742) 1981 EG17                       | 1981 EG17            | 1 березня 1981   | Обсерваторія Сайдинг-Спрінг         | Ш. Дж. Бас                                             |
| (30743) 1981 EQ17                       | 1981 EQ17            | 1 березня 1981   | Обсерваторія Сайдинг-Спрінг         | Ш. Дж. Бас                                             |
| (30744) 1981 EN18                       | 1981 EN18            | 2 березня 1981   | Обсерваторія Сайдинг-Спрінг         | Ш. Дж. Бас                                             |
| (30745) 1981 EB22                       | 1981 EB22            | 2 березня 1981   | Обсерваторія Сайдинг-Спрінг         | Ш. Дж. Бас                                             |
| (30746) 1981 EG24                       | 1981 EG24            | 7 березня 1981   | Обсерваторія Сайдинг-Спрінг         | Ш. Дж. Бас                                             |
| (30747) 1981 EM25                       | 1981 EM25            | 2 березня 1981   | Обсерваторія Сайдинг-Спрінг         | Ш. Дж. Бас                                             |
| (30748) 1981 ES25                       | 1981 ES25            | 2 березня 1981   | Обсерваторія Сайдинг-Спрінг         | Ш. Дж. Бас                                             |
| (30749) 1981 ER26                       | 1981 ER26            | 2 березня 1981   | Обсерваторія Сайдинг-Спрінг         | Ш. Дж. Бас                                             |
| (30750) 1981 EY28                       | 1981 EY28            | 1 березня 1981   | Обсерваторія Сайдинг-Спрінг         | Ш. Дж. Бас                                             |
| (30751) 1981 EL29                       | 1981 EL29            | 1 березня 1981   | Обсерваторія Сайдинг-Спрінг         | Ш. Дж. Бас                                             |
| (30752) 1981 EQ33                       | 1981 EQ33            | 1 березня 1981   | Обсерваторія Сайдинг-Спрінг         | Ш. Дж. Бас                                             |
| (30753) 1981 EL38                       | 1981 EL38            | 1 березня 1981   | Обсерваторія Сайдинг-Спрінг         | Ш. Дж. Бас                                             |
| (30754) 1981 EB39                       | 1981 EB39            | 2 березня 1981   | Обсерваторія Сайдинг-Спрінг         | Ш. Дж. Бас                                             |
| (30755) 1981 EO39                       | 1981 EO39            | 2 березня 1981   | Обсерваторія Сайдинг-Спрінг         | Ш. Дж. Бас                                             |
| (30756) 1981 ET39                       | 1981 ET39            | 2 березня 1981   | Обсерваторія Сайдинг-Спрінг         | Ш. Дж. Бас                                             |
| (30757) 1981 EB40                       | 1981 EB40            | 2 березня 1981   | Обсерваторія Сайдинг-Спрінг         | Ш. Дж. Бас                                             |
| (30758) 1981 EN41                       | 1981 EN41            | 2 березня 1981   | Обсерваторія Сайдинг-Спрінг         | Ш. Дж. Бас                                             |
| (30759) 1981 EV41                       | 1981 EV41            | 2 березня 1981   | Обсерваторія Сайдинг-Спрінг         | Ш. Дж. Бас                                             |
| (30760) 1981 EY41                       | 1981 EY41            | 2 березня 1981   | Обсерваторія Сайдинг-Спрінг         | Ш. Дж. Бас                                             |
| (30761) 1981 EF42                       | 1981 EF42            | 2 березня 1981   | Обсерваторія Сайдинг-Спрінг         | Ш. Дж. Бас                                             |
| (30762) 1981 ES42                       | 1981 ES42            | 2 березня 1981   | Обсерваторія Сайдинг-Спрінг         | Ш. Дж. Бас                                             |
| (30763) 1981 EJ47                       | 1981 EJ47            | 2 березня 1981   | Обсерваторія Сайдинг-Спрінг         | Ш. Дж. Бас                                             |
| (30764) 1981 EK47                       | 1981 EK47            | 2 березня 1981   | Обсерваторія Сайдинг-Спрінг         | Ш. Дж. Бас                                             |
| (30765) 1981 EJ48                       | 1981 EJ48            | 6 березня 1981   | Обсерваторія Сайдинг-Спрінг         | Ш. Дж. Бас                                             |
| (30766) 1981 UX22                       | 1981 UX22            | 24 жовтня 1981   | Паломарська обсерваторія            | Ш. Дж. Бас                                             |
| 30767 Кріскрафт (Chriskraft)            | 1983 VQ1             | 6 листопада 1983 | Паломарська обсерваторія            | Керолін Шумейкер, Юджин Шумейкер                       |
| (30768) 1983 YK                         | 1983 YK              | 29 грудня 1983   | Туринська обсерваторія              | Джузеппе Массоне, Джованні де Санктіс                  |
| (30769) 1984 ST2                        | 1984 ST2             | 25 вересня 1984  | Станція Андерсон-Меса               | Браян Скіфф                                            |
| (30770) 1984 SL4                        | 1984 SL4             | 27 вересня 1984  | Обсерваторія Клеть                  | Антонін Мркос                                          |
| (30771) 1986 PO2                        | 1986 PO2             | 1 серпня 1986    | Паломарська обсерваторія            | Е. Гелін                                               |
| (30772) 1986 RJ1                        | 1986 RJ1             | 2 вересня 1986   | Обсерваторія Клеть                  | Антонін Мркос                                          |
| 30773 Schelde                           | 1986 RJ4             | 6 вересня 1986   | Смолян                              | Ерік Вальтер Ельст                                     |
| (30774) 1987 BU1                        | 1987 BU1             | 25 січня 1987    | Обсерваторія Ла-Сілья               | Ерік Вальтер Ельст                                     |
| 30775 Lattu                             | 1987 QX              | 24 серпня 1987   | Паломарська обсерваторія            | Е. Гелін                                               |
| (30776) 1987 QY                         | 1987 QY              | 24 серпня 1987   | Паломарська обсерваторія            | Е. Гелін                                               |
| (30777) 1987 SB3                        | 1987 SB3             | 21 вересня 1987  | Смолян                              | Ерік Вальтер Ельст                                     |
| 30778 Доблін (Doblin)                   | 1987 SX10            | 29 вересня 1987  | Обсерваторія Карла Шварцшильда      | Ф. Бернґен                                             |
| 30779 Санкт-Штефан (Sankt-Stephan)      | 1987 UE1             | 17 жовтня 1987   | Паломарська обсерваторія            | Керолін Шумейкер, Юджин Шумейкер                       |
| (30780) 1988 CA2                        | 1988 CA2             | 11 лютого 1988   | Обсерваторія Ла-Сілья               | Ерік Вальтер Ельст                                     |
| (30781) 1988 CR2                        | 1988 CR2             | 11 лютого 1988   | Обсерваторія Ла-Сілья               | Ерік Вальтер Ельст                                     |
| (30782) 1988 CC4                        | 1988 CC4             | 13 лютого 1988   | Обсерваторія Ла-Сілья               | Ерік Вальтер Ельст                                     |
| (30783) 1988 CO4                        | 1988 CO4             | 13 лютого 1988   | Обсерваторія Ла-Сілья               | Ерік Вальтер Ельст                                     |
| (30784) 1988 PO                         | 1988 PO              | 11 серпня 1988   | Паломарська обсерваторія            | К. Міколайчак, Р. Кокер                                |
| 30785 Greeley                           | 1988 PX              | 13 серпня 1988   | Паломарська обсерваторія            | Керолін Шумейкер, Юджин Шумейкер                       |
| 30786 Karkoschka                        | 1988 QC              | 18 серпня 1988   | Паломарська обсерваторія            | Керолін Шумейкер, Юджин Шумейкер                       |
| (30787) 1988 RC                         | 1988 RC              | 7 вересня 1988   | Обсерваторія Брорфельде             | Поуль Єнсен                                            |
| 30788 Ангекауфман (Angekauffmann)       | 1988 RE3             | 8 вересня 1988   | Обсерваторія Карла Шварцшильда      | Ф. Бернґен                                             |
| (30789) 1988 RB6                        | 1988 RB6             | 3 вересня 1988   | Обсерваторія Ла-Сілья               | Анрі Дебеонь                                           |
| (30790) 1988 RT11                       | 1988 RT11            | 14 вересня 1988  | Обсерваторія Серро Тололо           | Ш. Дж. Бас                                             |
| (30791) 1988 RY11                       | 1988 RY11            | 14 вересня 1988  | Обсерваторія Серро Тололо           | Ш. Дж. Бас                                             |
| (30792) 1988 RP12                       | 1988 RP12            | 14 вересня 1988  | Обсерваторія Серро Тололо           | Ш. Дж. Бас                                             |
| (30793) 1988 SJ3                        | 1988 SJ3             | 16 вересня 1988  | Обсерваторія Серро Тололо           | Ш. Дж. Бас                                             |
| (30794) 1988 TR1                        | 1988 TR1             | 15 жовтня 1988   | Обсерваторія Ґекко                  | Йошіакі Ошіма                                          |
| (30795) 1989 AR5                        | 1989 AR5             | 4 січня 1989     | Обсерваторія Сайдинг-Спрінг         | Роберт Макнот                                          |
| (30796) 1989 CU2                        | 1989 CU2             | 4 лютого 1989    | Обсерваторія Ла-Сілья               | Ерік Вальтер Ельст                                     |
| (30797) 1989 CV2                        | 1989 CV2             | 4 лютого 1989    | Обсерваторія Ла-Сілья               | Ерік Вальтер Ельст                                     |
| 30798 Ґраубюнден (Graubunden)           | 1989 CR5             | 2 лютого 1989    | Обсерваторія Карла Шварцшильда      | Ф. Бернґен                                             |
| (30799) 1989 LH                         | 1989 LH              | 4 червня 1989    | Паломарська обсерваторія            | Е. Гелін                                               |
| (30800) 1989 ST                         | 1989 ST              | 29 вересня 1989  | Обсерваторія Кушіро                 | Сейджі Уеда, Хіроші Канеда                             |

| ← Астероїди 30001—40000 → |             |             |             |             |             |             |             |             |             |
| 30001—30100               | 31001—31100 | 32001—32100 | 33001—33100 | 34001—34100 | 35001—35100 | 36001—36100 | 37001—37100 | 38001—38100 | 39001—39100 |
| 30101—30200               | 31101—31200 | 32101—32200 | 33101—33200 | 34101—34200 | 35101—35200 | 36101—36200 | 37101—37200 | 38101—38200 | 39101—39200 |
| 30201—30300               | 31201—31300 | 32201—32300 | 33201—33300 | 34201—34300 | 35201—35300 | 36201—36300 | 37201—37300 | 38201—38300 | 39201—39300 |
| 30301—30400               | 31301—31400 | 32301—32400 | 33301—33400 | 34301—34400 | 35301—35400 | 36301—36400 | 37301—37400 | 38301—38400 | 39301—39400 |
| 30401—30500               | 31401—31500 | 32401—32500 | 33401—33500 | 34401—34500 | 35401—35500 | 36401—36500 | 37401—37500 | 38401—38500 | 39401—39500 |
| 30501—30600               | 31501—31600 | 32501—32600 | 33501—33600 | 34501—34600 | 35501—35600 | 36501—36600 | 37501—37600 | 38501—38600 | 39501—39600 |
| 30601—30700               | 31601—31700 | 32601—32700 | 33601—33700 | 34601—34700 | 35601—35700 | 36601—36700 | 37601—37700 | 38601—38700 | 39601—39700 |
| 30701—30800               | 31701—31800 | 32701—32800 | 33701—33800 | 34701—34800 | 35701—35800 | 36701—36800 | 37701—37800 | 38701—38800 | 39701—39800 |
| 30801—30900               | 31801—31900 | 32801—32900 | 33801—33900 | 34801—34900 | 35801—35900 | 36801—36900 | 37801—37900 | 38801—38900 | 39801—39900 |
| 30901—31000               | 31901—32000 | 32901—33000 | 33901—34000 | 34901—35000 | 35901—36000 | 36901—37000 | 37901—38000 | 38901—39000 | 39901—40000 |